# Даворин Јенко
Даворин Јенко (словен. Davorin Jenko; Дворје, 9. новембар 1835 — Љубљана, 25. новембар 1914) био је словеначки и српски композитор и диригент. Његове композиције су биле званичне химне у шест држава, једне војске и приде незваничне химне у четири случаја.

## Биографија
Рођен је 1835. у Дворју код Крања, a умро 1914. у Љубљани. Од 1859. до 1862. је био хоровођа Словенског пјевачког друштва у Бечу; у то време компоновао популарне словеначке хорове, међу којима и Напреј застава славе која је касније постала химна Словеније. Тај рад наставља као хоровођа Српског црквеног певачког друштва у Панчеву и Београдског певачког друштва, компонујући за хорове на српску патриотску поезију. Поставши диригент Краљевског српског народног позоришта (данашње Народно позориште у Београду), ствара музику за више од 80 позоришних комада („Ђидо“, „Сеоска лола“, „Потера“, „Врачара“, „Прибислав и Божана“, „Маркова сабља“ са завршним хором „Боже правде“ која је касније постала српска национална химна) и неколико концертних увертира („Косово“, „Милан“, „Српкиња“, „Александар“).
Шездесетих година деветнаестог века један је од првих романтичара у словеначкој музици. Јенко је после представник музике романтизма у Србији, где даје печат читавом једном раздобљу; усавршава класичан српски комад са певањем, подиже инструменталну музику на виши уметнички ниво, ствара прву српску оперету („Врачара“ или „Баба Хрка“, праизведена 1882. године, на исту причу као и прва румунска оперета, само је радња пребачена у влашки крај Србије) и удара темеље развоју српске опере.
У београдском музичком и позоришном животу памти се и да је позната глумица, неприкосновена дива српског глумишта с краја 19. века, Вела (Августа) Нигринова у Београд дошла због љубави према Јенку, а на његов позив. Након њене смрти велики композитор се, после пола века проведеног у Београду, 1912. године вратио у Словенију.
У Церкљу код Крања му је подигнут споменик 1936, рад Лојзе Долинара.
По њему је названа Музичка школа „Даворин Јенко” Раковица.

## Галерија
- Гроб Даворина Јенка на љубљанским Жалама.
- Варошки суд у Бечу тражи информације од Магистрата у Панчеву о Даворину Јенку 1863.
- Уговор склопљен између Даворина Јенка и српске православне црквене општине у Панчеву, о његовом ангажовању за диригента црквеног хора, 1863.
- Програм музичке вечери у част стогодишњице од рођења Даворина Јенка, које је одржано у Задужбини Илије М. Коларца23. децембра 1935. године.